# Filmjahr 1896
Liste der Filmjahre

◄ | 1892 | 1893 | 1894 | 1895 | Filmjahr 1896 | 1897 | 1898 | 1899 | 1900 | ► | ►►

Weitere Ereignisse

## Ereignisse

### Vorführungen
- 14. Januar: In der Royal Photographic Society in London wird der erste in Großbritannien gezeigte Film vorgeführt. Der einminütige Stummfilm Rough Sea at Dover von Birt Acres und Robert W. Paul zeigt Wellen und eine stürmische See vor Dover.
- 20. März: In der Wiener Lehr- und Versuchsanstalt für Photographie und Reproduktionsverfahren erfolgt vor geladenem Publikum die erste belegte öffentliche Kinovorführung mit dem Lumière'schen Kinematographen.

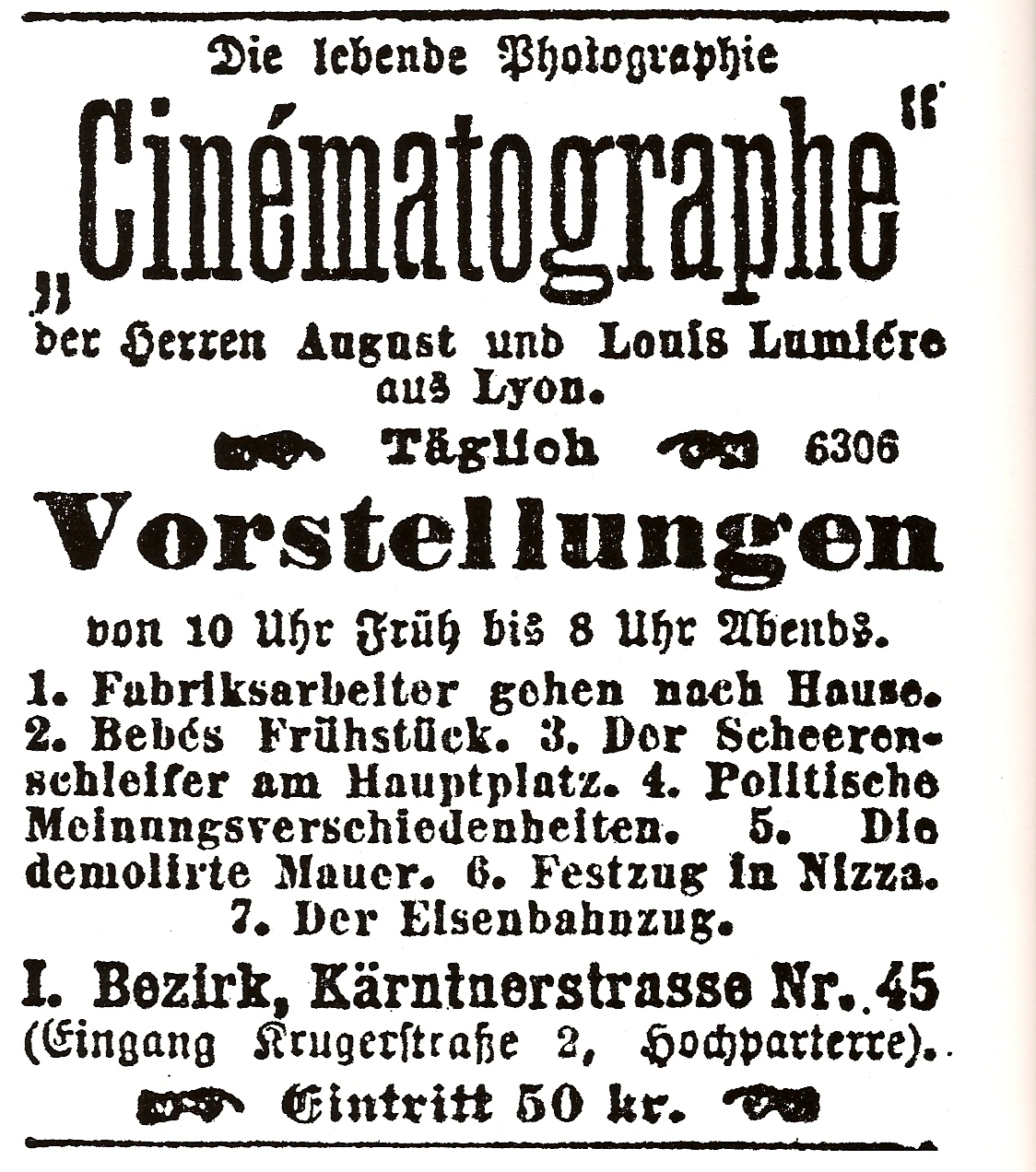
Kinoprogramm Wien, 1896

- 27. März: Ab diesem Tag erfolgen in Wien erstmals tägliche Filmvorstellung im Mezzanin des Hauses Kärntner Straße 45/Ecke Krugerstraße 2 im Ersten Wiener Gemeindebezirk. Dort präsentiert Eugène Dupont, ein Gesandter der Lumières, deren erste Werke. Dies geschieht gegen eine Eintrittsgebühr von 50 Kreuzern und ist täglich von 10 Uhr morgens bis 8 Uhr abends möglich.
- 20. April: In Köln findet erstmals eine Vorführung mit Lumières Cinematograph in Deutschland statt. Die Firma Deutsche Automaten Gesellschaft Stollwerck & Co. hatte die Auswertungsrechte für Deutschland erworben.
- 25. April: In den Wilhelmshallen in Berlin, Unter den Linden 21, wird ein Filmvorführraum der Deutschen Kinematographischen Gesellschaft eröffnet. Der Filmvorführraum gilt als erstes Kino in Deutschland. Geschäftsführer ist Gustav Schönwald
- 11. Juli: In München in der Neuhauserstraße führt der Schausteller Carl Gabriel in seinem Panoptikum die erste Vorführung der so genannten lebenden Bilder in der bayrischen Landeshauptstadt durch.
- Alice Guy-Blaché, die erste Filmregisseurin der Welt, veröffentlicht den nach Meinung mancher Filmhistoriker ersten fiktionalen Film der Geschichte, La Fée aux Choux.
- Der französische Erotikfilm Le Coucher de la Mariée (Die Verheiratete geht zu Bett) enthält als einer der ersten Filme in der Filmgeschichte eine Striptease-Szene.

### Sonstige Ereignisse
- 28. September: Charles, Émile, Théophile und Jacques Pathé gründen die Société Pathé Frères. Die vier Brüder legen je 8000 Francs aus ihren Ersparnissen zusammen, um mit der Firma phonographische Geräte zu verkaufen.

- Britische Filmpioniere gründen die Schule von Brighton.
- Im Kurzfilm The Kiss kommt es zum ersten Kuss der Filmgeschichte zwischen May Irwin und John C. Rice.
- Die Brüder Lumière drehen den Kurzfilm L’enfant au ballon.
- In Los Angeles wird das erste Nickelodeon-Kino eröffnet.

## Geboren

### Erstes Halbjahr

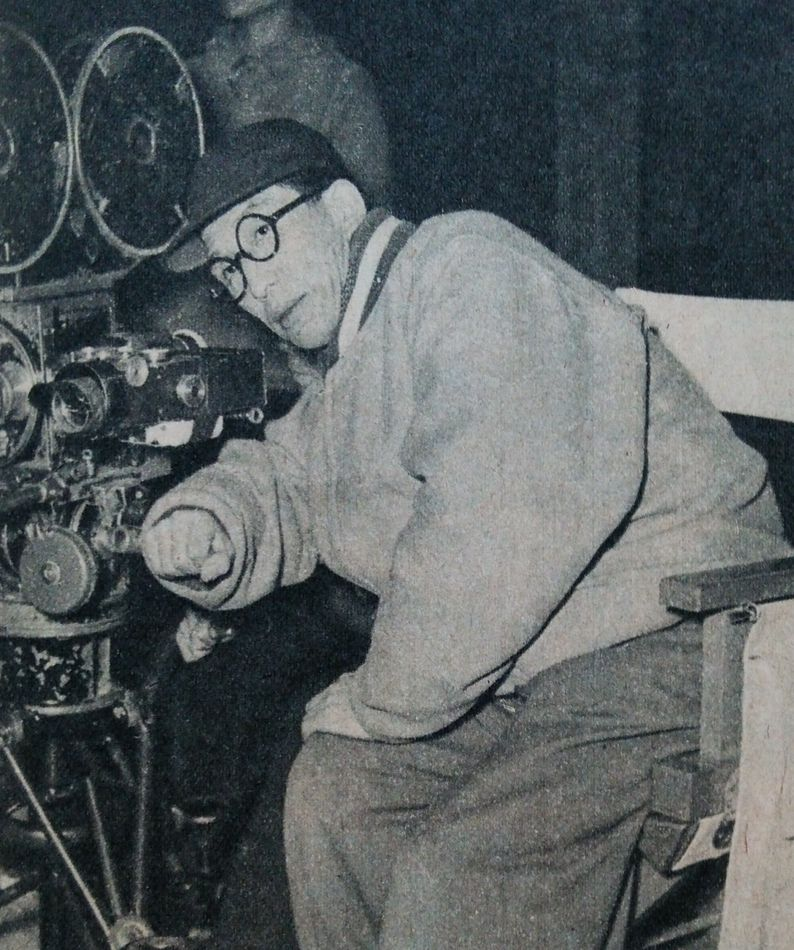
Kinugasa Teinosuke

- 01. Januar: Teinosuke Kinugasa, japanischer Regisseur († 1982)
- 02. Januar: Dsiga Wertow, sowjetischer Regisseur († 1954)
- 10. Januar: Lya de Putti, ungarische Schauspielerin († 1931)
- 14. Januar: Hans J. Salter, österreichischer Komponist († 1994)
- 20. Januar: George Burns, US-amerikanischer Schauspieler († 1996)
- 27. Januar: Kurt Bobeth Bolander, deutscher Schauspieler († 1961)
- 29. Januar: Ladislaus Bus-Fekete, ungarisch-US-amerikanischer Drehbuchautor († 1971)

- 04. Februar: Jutta Jol, deutsche Schauspielerin († 1981)

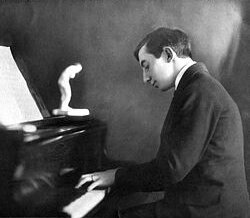
Werner Richard Heymann (* 14. Februar)

- 14. Februar: Werner Richard Heymann, deutscher Komponist († 1961)
- 18. Februar: Lothar Müthel, deutscher Schauspieler († 1964)
- 24. Februar: Richard Thorpe, US-amerikanischer Schauspieler († 1991)
- 29. Februar: William A. Wellman, US-amerikanischer Regisseur († 1975)

- 17. März: Richard Eybner, österreichischer Schauspieler († 1986)
- 26. März: Anton Profes, österreichischer Komponist († 1976)

- 21. April: Attila Hörbiger, österreichischer Schauspieler († 1987)
- 21. April: Walter Forde, britischer Filmregisseur, Drehbuchautor und Schauspieler († 1984)
- 29. April: Natalie Talmadge, US-amerikanische Schauspielerin († 1969)

- 01. Mai: Ray Rennahan, US-amerikanischer Kameramann († 1980)
- 16. Mai: Gilda Langer, österreichische Schauspielerin († 1920)
- 19. Mai: Michael Balcon, britischer Produzent († 1977)
- 25. Mai: Ray Enright, US-amerikanischer Regisseur und Drehbuchautor († 1965)
- 30. Mai: Howard Hawks, US-amerikanischer Regisseur († 1977)
- 31. Mai: Ernest Haller, US-amerikanischer Kameramann († 1970)
- 31. Mai: Carlo Ninchi, italienischer Schauspieler († 1974)

- 28. Juni: Lazar Wechsler, bedeutendster Produzent des frühen Schweizer Films († 1981)

### Zweites Halbjahr
- 03. Juli: Doris Lloyd, britische Schauspielerin († 1968)
- 25. Juli: Rosie Newman, britische Amateurfilmerin († 1988)
- 28. Juli: Barbara La Marr, US-amerikanische Schauspielerin († 1926)

- 06. August: Cyril J. Mockridge, britischer Komponist († 1979)
- 10. August: Walter Lang, US-amerikanischer Regisseur († 1972)

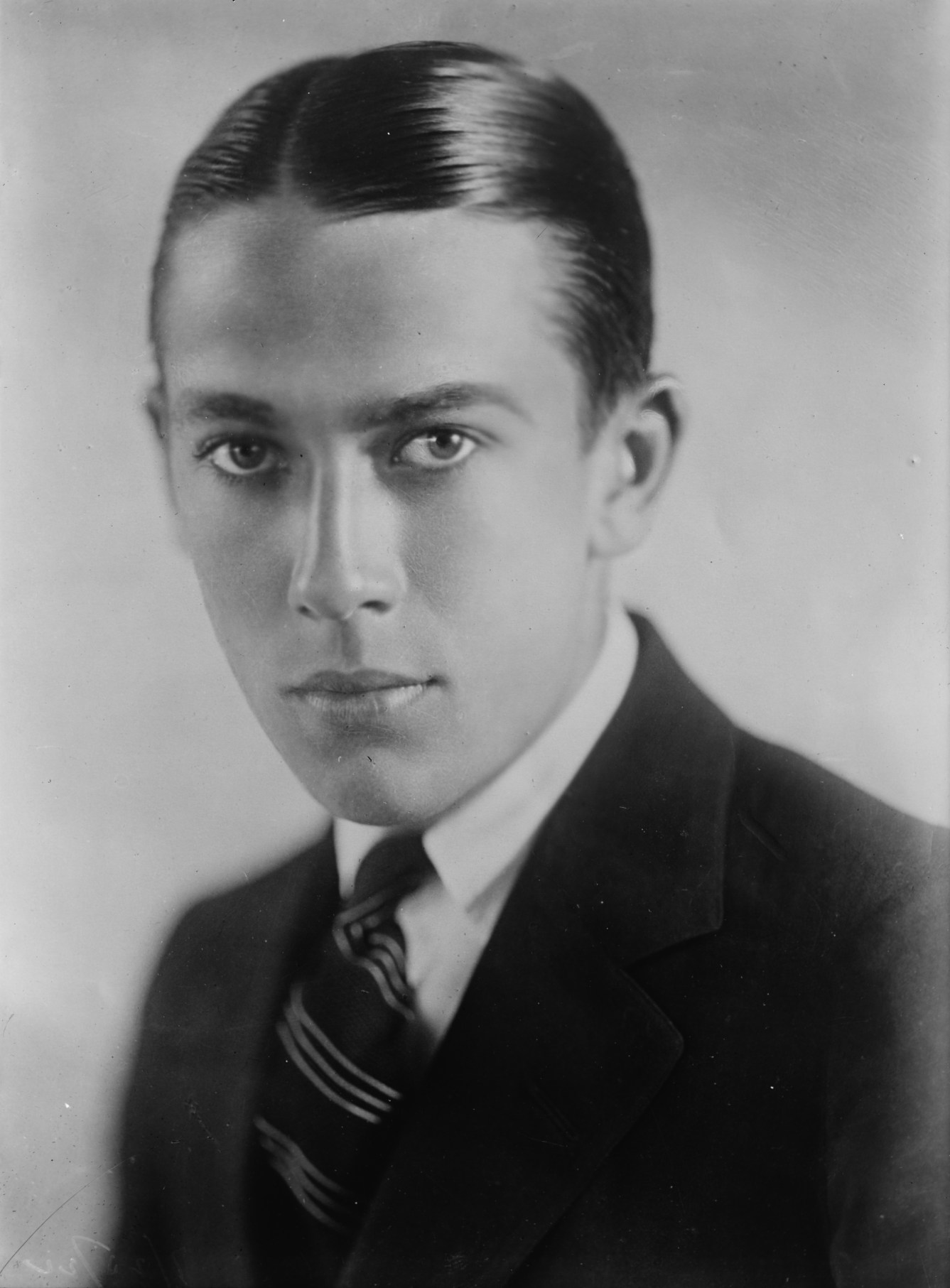
Jack Pickford (* 18. August)

- 18. August: Jack Pickford, kanadischer Schauspieler († 1933)
- 19. August: Olga Baclanova, russische Schauspielerin († 1974)
- 23. August: Hubert von Meyerinck, deutscher Schauspieler († 1971)

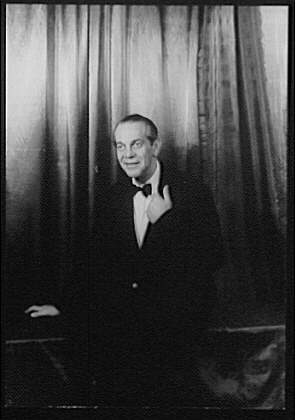
Raymond Massey (* 30. August)

- 30. August: Raymond Massey, kanadischer Schauspieler († 1983)

- 20. September: Elliott Nugent, US-amerikanischer Regisseur († 1980)

- 01. Oktober: Abraham Sofaer, britischer Schauspieler († 1988)
- 06. Oktober: Hermann Basler, deutscher Schauspieler, Produzent und Drehbuchautor († 1982)
- 08. Oktober: Julien Duvivier, französischer Regisseur († 1967)
- 18. Oktober: Friedrich Hollaender, deutscher Komponist († 1976)
- 30. Oktober: Ruth Gordon, US-amerikanische Schauspielerin († 1985)

- 04. November: Ian Wolfe, US-amerikanischer Schauspieler († 1992)

Adolf Wohlbrück (* 19. November)

- 19. November: Adolf Wohlbrück, österreichischer Schauspieler († 1967)
- 24. November: Corinne Griffith, US-amerikanische Schauspielerin († 1979)
- 25. November: Jessie Royce Landis, US-amerikanische Schauspielerin († 1972)
- 28. November: Lilia Skala, US-amerikanische Schauspielerin († 1994)

- 08. Dezember: Christl Mardayn, österreichische Schauspielerin († 1971)